# Владимир Вучковић
Владимир Вучковић (Ниш, 1972) српски је историограф и правник.

## Живот
Др Владимир Вучковић рођен је у Нишу 1972. Факултетско образовање стекао је на Правном факултету Универзитета у Нишу на коме је 2004. одбранио магистарску тезу Организација Српске православне цркве у новим крајевима Кнежевине Србије после Берлинског конгреса. Докторску дисертацију је одбранио на Правном факултету у Београду на тему  Стара Србија и Македонија - ослобођење и уређење (2013). Проучава националну правну историју Србије.

## Дела
Поред правне историје, др Владимир Вучковић се у свом истраживачком раду посветио и проблематици из историје Српске православне цркве са посебним освртом на ликове и догађаје из историје Нишке епархије.

### Историографија
- Организација Српске православне цркве у новим крајевима Кнежевине Србије после Берлинског конгреса,Pi-press, Пирот, 2007[1]
- Црква Св. Вазнесења Господњег у Великом Крчимиру (1169-1950) епархија Нишка, Свен, Ниш, 2008.[2]
- Нишка епархија (кратки историјски преглед), Свен, Ниш, 2011.[3]
- Стара Србија и Македонија - ослобођење и уређење, Медивест КТ, Ниш, 2014.[4]

### Белетристика
- Турски аманет,(кратке приче) Медивест КТ, Ниш, 2013.[5]
- Сродне душе, Mедивест КТ, Ниш, 2015.[6]
- Врана у пауновом перју, Службени Гласник Београд
- Нишке приче, Медивест КТ, Ниш,2018